# Joseph Rogniat
Joseph Rogniat, francoski general in akademik, * 1767, † 1840.
1. ↑  data.bnf.fr: platforma za odprte podatke — 2011.